# Peter Marlow

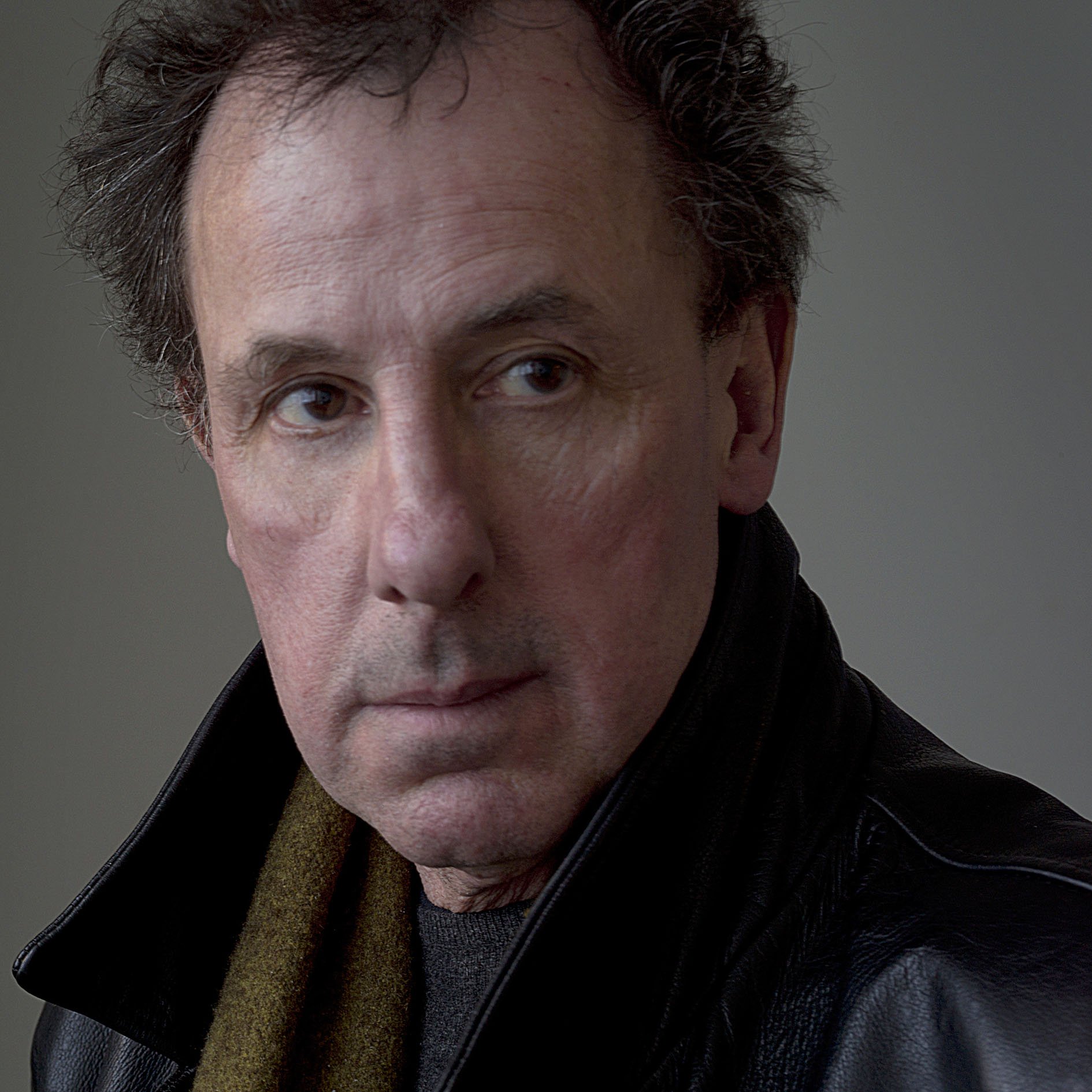
Peter Marlow in 2013

Peter Marlow (Kenilworth, 1952 – Londen, 21 februari 2016) was een Brits fotograaf.

## Biografie
Marlow werd geboren in Kenilworth in Warwickshire en studeerde psychologie aan Universiteit van Manchester. 
Hij werkte eerst als fotograaf aan boord van een cruiseschip en kwam en ging daarna als fotojournalist werken voor Sygma Photo en ging aan de slag in Libanon en Noord-Ierland. In 1986 werd hij lid van de selecte club van Magnum Photos. Hij werkte vaak in opdracht van The Sunday Times Magazine. Begin jaren 90 werd hij meer documentaire-fotograaf. Zijn werk is onder meer te bewonderen in het Imperial War Museum, het Louisiana Museum of Modern Art, het Victoria and Albert Museum en de National Portrait Gallery.
In 2010 begon hij met een fotocollage van alle 42 kathedralen van de Anglicaanse Kerk verspreid door heel Engeland, het boek zou in april 2016 worden gepresenteerd in de Kathedraal van Coventry.
Marlow overleed in februari 2016 op 63-jarige leeftijd aan beenmergkanker.
- Biblioteca Nacional de España: XX4675713
- Bibliothèque nationale de France: cb12454471r (data)
- Gemeinsame Normdatei: 133065235
- International Standard Name Identifier: 0000 0001 1643 3175
- Library of Congress Control Number: nr95011863
- MusicBrainz: e4b348b9-4b74-4a87-9e58-381eefd086f2
- Nationale Bibliotheek van Israël: 987007402393305171
- Nederlandse Thesaurus van Auteursnamen: 124851703
- PIC: 281005
- RKD-Nederlands Instituut voor Kunstgeschiedenis: 310141
- Système universitaire de documentation: 033704554
- Museum of New Zealand Te Papa Tongarewa: 5114
- Union List of Artist Names: 500061180
- Virtual International Authority File: 52866725
- WorldCat: E39PBJwMwJCJHJ94qVBtf8CxXd